# Нещеретний В'ячеслав Семенович
В'ячеслав Семенович Нещеретний (2 березня 1928–10 лютого 1993) — український оперний співак (баритон), педагог.

## Біографія
В. С. Нещеретний народився у 1928 році.
В 1957 році закінчив Одеську державну консерваторію імені А. В. Нежданової по класу професора Федора Ігнатовича Дубіненко.
З 1957 року понад 20 років був солістом Одеського академічного театру опери та балету.
У 1964 році здобув третю премію на Всесоюзному конкурсі вокалістів імені М. П. Мусоргського, присвяченого 125-річчю композитора.
Викладав в Одеській державній консерваторії імені А. В. Нежданової, обіймав посаду доцента кафедри сольного співу. Серед учнів заслужений артист України, режисер-постановник і соліст  Одеського національного театру опери та балету С. Т. Зуєнко.
Захоплювався живописом.
Помер у 1993 році в Одесі. Похований на Новоміському (Таїровському) кладовищі.

## Нагороди
- Звання «Заслужений артист Української РСР».

## Родина
- Батько: Нещеретний Семен Платонович був солістом Української державної  капели «Думка».

- Дружина: Воліна-Данилова Рената Вікторівна — була приват-доцентом кафедри концертмейстерства Одеської національної музичної академії імені А. В. Неждановової.